# Station Vernon - Giverny
Station Vernon - Giverny (in de Transilien-dienstregeling Vernon-Eure) is een spoorwegstation aan de spoorlijn Paris-Saint-Lazare - Le Havre. Het ligt in de Franse gemeente Vernon in het departement Eure (Normandië).

## Geschiedenis
Het station is op 1 mei 1843 geopend.

## Ligging
Het station ligt op kilometerpunt 79,903 van de spoorlijn Paris-Saint-Lazare - Le Havre.

## Treindienst
| Serie   | Treinsoort        | Route | Bijzonderheden |
| ------- | ----------------- | --- | -------------- |
| C 1     | TER (SNCF)        | Paris-Saint-Lazare – Vernon - Giverny – Rouen-Rive-Droite |                |
| Trans J | Transilien (SNCF) | Paris Saint-Lazare – [ Argenteuil – [ Ermont - Eaubonne ] / [ Cormeilles-en-Parisis – Conflans-Sainte-Honorine – [ Pontoise – Boissy-l'Aillerie – Gisors ] / [ Mantes-la-Jolie ] ] ] / [ Les Mureaux – Mantes-la-Jolie – Vernon - Giverny ] |                |

## Vorig en volgend station
| Richting | Vorig station | Lijn    | Volgend station | Richting                        |
| -------- | ------------- | ------- | --------------- | ------------------------------- |
| Eindpunt | Eindpunt      | Trans J | Bonnières       | Paris Saint-Lazare (via Poissy) |